# 宋永清
宋永清（？—？），號澄菴，中國清朝官員，本籍中國山東萊陽，漢軍正紅旗人。監生出身。
康熙四十三年（1704年），宋永清由汀州府武平縣知縣調補台灣府鳳山縣知縣。同年秋至次年以及康熙四十七年（1708年）曾兩度代理諸羅縣知縣。期間，他擇地興建諸羅縣縣學，重修縣治興隆莊鳳山縣縣學，添建明倫堂與教官廨舍，新建興隆莊鳳山縣義學，並置義學田。且於鳳山縣、諸羅縣廣設社倉，疏濬興隆莊蓮花潭池水以利灌溉。秩滿後，陞任直隸延慶州知州。
著有《溪翁詩草》傳世。鳳山知縣任內，著有〈過寧靖王墓〉一詩。